# Lampides byneri
Lampides byneri är en fjärilsart som beskrevs av Dudley Moulton 1911. Lampides byneri ingår i släktet Lampides och familjen juvelvingar. Inga underarter finns listade i Catalogue of Life.